# Louis de Béranger du Guast
Louis de Béranger du Guast (1540 – Parigi, 31 ottobre 1575) fu uno dei primi mignon di re Enrico III di Francia.

## Biografia
Originario del Delfinato, Louis de Béranger seigneur du Guast (l'ortografia è incerta e oscilla tra «Du Gua», «Le Guast» e «Le Gast») nacque intorno al 1540. Descritto come una persona ambiziosa, coraggiosa e combattiva, fu anche amico dei poeti Ronsard e Brantôme, che gli riconobbero anche qualità di galantuomo.
L'ascesa al potere a corte iniziò nel 1569, quando divenne uno dei principali consiglieri di Enrico, duca d'Angiò, il figlio prediletto della regina madre, Caterina de' Medici. Nel 1570 fu nominato gentiluomo di camera del duca d'Angiò. Il 24 agosto 1572 partecipò al massacro di San Bartolomeo. Secondo quanto riportò il cronista Pierre de L'Estoile, Du Guast «aveva sparso molto sangue innocente la notte di San Bartolomeo [sorprendendo alcune vittime] nel loro letto (cosa di cui si vantava)».
Nel 1573, durante l'assedio di La Rochelle, montò l'assalto sul bastione dell'Ange dove fu ferito gravemente, rimanendo disabile ad un braccio. Seguì poi Enrico d'Angiò, appena stato eletto re di Polonia, in questo paese e tornò con lui in Francia nel 1574, quando Enrico salì al trono francese alla morte di Carlo IX. Il 1º ottobre 1574 fu nominato Maestro di campo del reggimento delle guardie francesi.
Durante i primi anni di regno di Enrico III, Du Guast divenne la principale via d'accesso al sovrano. Le responsabilità delle alte cariche delle quali fu insignito lo resero tronfio e arrogante con molti membri dell'alta nobiltà, in particolare ai Montmorency. Iniziò a trattare con sufficienza persino i fratelli del re, Margherita, regina di Navarra e Francesco, duca d'Alençon, offendendoli pesantemente: stando all'ambasciatore toscano Vincenzo Alemanni, non perdeva occasione di «mettere scandalo» tra Francesco e il re ed in un'occasione Du Guast avrebbe definito la sorella di Enrico III «regina delle puttane». Nelle Memorie, Margherita lo avrebbe accusato di essere la causa delle sue diatribe con Enrico III e di aver voluto minare la sua reputazione diffondendo voci sui suoi rapporti con il duca di Guisa, con Entraguet e con Bussy d'Amboise.
Il 10 ottobre 1575 partecipò alla battaglia di Dormans alla testa del suo reggimento. Tornato a Parigi si stabilì in una piccola casa in rue Saint-Honoré, vicino al Louvre. Fu lì che il 31 ottobre 1575 fu misteriosamente assassinato a colpi di spada e di daga assieme al suo cameriere e al suo lacchè, da un gruppo di uomini mascherati che avevano fatto irruzione nella sua camera da letto.
Il responsabile materiale dell'omicidio fu assai probabilmente Guillame du Prat, barone di Vitteaux; che secondo le fonti coeve fu accusato dalla stessa vittima agonizzante. Se mai ci fu, il mandante restò misterioso: L'Estoile pensò al barone di Vitteaux, appartenente alla clientela del duca d'Alençon, che avevi vecchi screzi con il favorito del re (al quale aveva ucciso un amico, Antoine de Allégre, barone di Millau), allo stesso Francesco di Valois o ad un marito geloso. Alemanni aggiunse nei suoi dispacci anche i nomi della regina di Navarra e della sua amica, la duchessa di Nevers, anch'ella vittima delle malelingue di Du Guast, e persino la regina madre, poiché il favorito «si opponeva alla pace [tra il re e suo fratello] più di ogni altro».
I mandanti non furono mai scoperti. Enrico III lo fece seppellire solennemente vicino al grande altare della chiesa di Saint-Germain-l'Auxerrois. Sembrò comunque essere sollevato della sparizione di un elemento che stava diventando d'ingombro politico.